# نظریه هندسی اعداد
نظریه هندسی اعداد شاخه‌ای از نظریه اعداد است که در اوایل سده بیستم با کارهای هرمان مینکوفسکی در زمینهٔ ارتباط مجموعه‌های محدب و نقاط یک توری در فضای n{\displaystyle \mathbb {R} } آغاز شد.